# Collagene
Il collagene (o collageno) è la principale proteina fibrosa del tessuto connettivo negli animali. È la proteina più abbondante nei mammiferi (circa il 25% della massa proteica totale), rappresentando nell'essere umano circa il 6% del peso corporeo, e ha la forma di una tripla elica.
Il collagene tende a diminuire con l'età siccome la sua produzione rallenta e il collagene prodotto è minore e di qualità più scarsa. Altri fattori ambientali contribuiscono ulteriormente a degradarlo. La degradazione e calo di collagene è una delle cause legate all'invecchiamento cutaneo, per cui questa proteina è di grande interesse nel mondo dell'estetica e cosmeceutica; in particolare, due prodotti di punta sono le creme al collagene e i peptidi di collagene.

## Struttura
La più stabile disposizione e riarrangiamento del collagene è quella della tripla elica proprio per la presenza della prolina. L'unità strutturale del collagene è rappresentata dal tropocollagene (o tropocollageno), una proteina con una massa molecolare di circa 285 kilodalton formata da tre catene polipeptidiche con andamento sinistrorso che si associano a formare una tripla elica destrorsa (trans di tipo - 2). Solitamente, per il collagene di tipo I, sono presenti due catene alfa 1 e una catena alfa 2, di composizione leggermente differente.
Tutte le unità di tropocollagene hanno la stessa lunghezza, la stessa ripetitività di amminoacidi. Sono presenti infatti motivi amminoacidici ripetuti del tipo glicina-prolina-X e glicina-X-idrossiprolina, dove X è un qualsiasi altro amminoacido. I filamenti di tropocollagene sono tenuti insieme da legami idrogeno. Questi legami sono possibili grazie alla presenza di glicine e dalle modifiche post-traduzionali di lisina e prolina.
Entrambi questi amminoacidi subiscono un'idrossilazione, cioè aggiunta di un gruppo ossidrile. La prolina è modificata a idrossiprolina dall'enzima prolil idrossilasi, che inserisce il gruppo -OH in corrispondenza del secondo carbonio dell'anello; mentre la lisina è modificata a idrossilisina dall'enzima lisil idrossilasi, che inserisce il gruppo -OH nel Cδ ("carbonio delta") della catena laterale della lisina. Entrambi gli enzimi agiscono in presenza del co-fattore acido ascorbico (vitamina C) e del co-substrato alfa-chetoglutarato. Queste modifiche sono necessarie per aumentare la possibilità di formazione dei legami H e per diminuire l'ingombro sterico. Le tre unità strutturali assumono una forma simile a una treccia.
Le varie fibre sono legate da legami crociati tra due allisine o tra una lisina e un'allisina; la lisina è convertita in allisina dall'enzima lisina ossidasi, che inserisce un gruppo aldeidico al posto del gruppo amminico della catena laterale della lisina in corrispondenza dell'ultimo carbonio, Cε ("carbonio epsilon"). Quando si forma il legame crociato, si verifica una condensazione tra il gruppo amminico e il gruppo aldeidico che unisce le due catene con un legame imminico.

## Composizione chimica
Il collagene è una proteina a tripla elica, ma a differenza delle altre proteine ha un alto contenuto di idrossiprolina.
Il seguente schema illustra le quantità degli amminoacidi che compongono il collagene nella cute dei mammiferi e dei pesci.
| Amminoacidi      | Quantità (mammiferi) (residuo/1000) | Quantità (pesci) (residuo/1000) |
| ---------------- | ----------------------------------- | ------------------------------- |
| Glicina          | 329                                 | 339                             |
| Prolina          | 126                                 | 108                             |
| Alanina          | 109                                 | 114                             |
| Idrossiprolina   | 95                                  | 67                              |
| Acido glutammico | 74                                  | 76                              |
| Arginina         | 49                                  | 52                              |
| Acido aspartico  | 47                                  | 47                              |
| Serina           | 36                                  | 46                              |
| Lisina           | 29                                  | 26                              |
| Leucina          | 24                                  | 23                              |
| Valina           | 22                                  | 21                              |
| Treonina         | 19                                  | 26                              |
| Fenilalanina     | 13                                  | 14                              |
| Isoleucina       | 11                                  | 11                              |
| Idrossilisina    | 6                                   | 8                               |
| Metionina        | 6                                   | 13                              |
| Istidina         | 5                                   | 7                               |
| Tirosina         | 3                                   | 3                               |
| Cisteina         | 1                                   | 1                               |
| Triptofano       | 0                                   | 0                               |

## Biosintesi

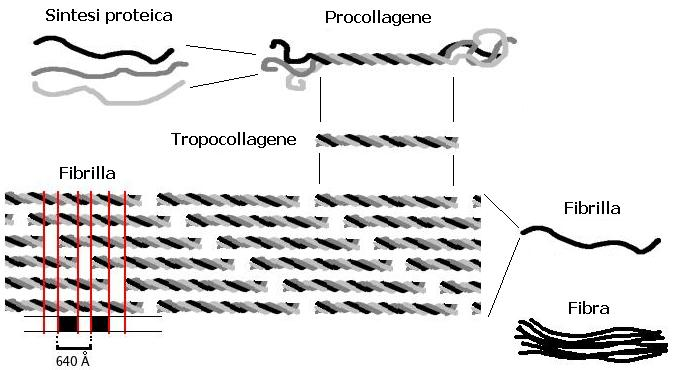
Schema riassuntivo della biosintesi del collagene

La biosintesi del collagene avviene ad opera di diversi tipi cellulari a seconda del tessuto (ad esempio fibroblasti nel tessuto connettivo, osteoblasti nell'osso) e parte di essa è intracellulare, mentre il resto è extracellulare.
Il processo inizia con la trascrizione del gene o dei geni e la maturazione dell'mRNA. Sono presenti sequenze che codificano per lunghi peptidi in eccesso rispetto alle molecole di collagene mature, quindi il collagene nasce come procollagene, che possiede rispetto al collagene due peptidi terminali, uno N-terminale e uno C-terminale, che hanno struttura globulare. La traduzione avviene a livello dei ribosomi a ridosso della parete del RER (reticolo endoplasmatico rugoso).
Per dare il processo processo completo di biosintesi del collagene:
- i ribosomi legati all’mRNA contenente i geni del collagene si legano al RER. La sequenza segnale facilita il legame dei ribosomi al RER e guida il trasferimento della catena polipeptidica all’interno delle cisterne del RER.
- Nel lume del RER vengono sintetizzati due tipi di catena (preprocollagene) dette α1 e α2, che a questo livello contengono dei residui C- e N-terminali.
- Le due catene di preprocollagene vengono rilasciate nel lume del RER; qui viene eliminata la sequenza segnale. Si ha la formazione di procatene α1 e α2 precursori del collagene.
- Nel lume del RER le procatene vanno incontro a modificazioni post-traduzionali, quali l’idrossilazione delle lisine e delle proline e la glicosilazione delle idrossilisine.
- Dopo essere state idrossilate e glicosilate, le procatene α formano il procollagene, un precursore del collagene. La formazione del procollagene inizia con la formazione di legami disolfuro a ponte tra i peptidi carbossiterminali delle procatene α. Ciò porta le tre catene α in una disposizione favorevole alla formazione dell’elica. Una volta formato il procollagene, la sua regione centrale mostra già una struttura a tripla elica ed è affiancata da tratti ammino- e carbossiterminali chiamati propeptidi.
- La molecola a tripla elica di procollagene viene trasferita in un organello all'interno delle cellule, l'apparato di Golgi, dove viene completata la glicosilazione; la glicosilazione dunque è completata nello spazio intracellulare. La molecola viene successivamente immessa in vescicole che si fondono con la membrana plasmatica, cioè la membrana cellulare. Dunque, sono trasportate all’esterno della cellula, nello spazio extracellulare.
- Dopo la liberazione all’esterno delle cellule, le molecole di procollagene subiscono dei tagli da parte di N- e C- procollagene peptidasi, le quali rimuovono i propeptidi terminali, liberando delle molecole di tropocollagene a tripla elica.
- Le molecole di tropocollagene si associano spontaneamente, formando le fibrille; esse assumono una disposizione parallela e sfalsata, nella quale le molecole di collagene si sovrappongono a quelle vicine per circa ¾ della loro lunghezza.
- Le fibrille di collagene con la loro disposizione ordinata sono il substrato della lisil ossidasi. Questo enzima extracellulare catalizza la deaminazione ossidativa di alcuni dei residui di lisina e di idrossilisina del collagene; ne derivano delle aldeidi reattive (allisina e idrossiallisina) che danno luogo a reazioni di condensazione con alcuni residui di lisina o idrossilisina delle molecole di collagene, formando legami covalenti tra catene. La formazione di tali legami crociati è essenziale affinché si raggiunga la resistenza alla trazione necessaria per un corretto funzionamento del tessuto connettivo. Quindi qualsiasi mutazione che interferisca con la capacità delle molecole di collagene di formare fibrille rinsaldate da legami crociati, influenzerà la stabilità del collagene.
- Le fibrille infine possono disporsi in fasci ondulati o paralleli per formare fibre e le fibre possono formare fasci di fibre.[4]

## Tipi di collagene
Esistono numerosi tipi di collagene propriamente detto e diverse proteine che hanno struttura polipeptidica largamente assimilabile al collagene. In letteratura sono stati descritti 28 tipi di collagene, caratterizzati da differenti funzionalità. In un secondo momento, è stato scoperto il 29° tipo di collagene.
| Tipo   | Descrizione | Geni                                      |
| I      | Rappresenta il 90% del collagene totale ed entra nella composizione dei principali tessuti connettivi, ossia pelle, tendini, ossa, cartilagini, adipe e cornea.                                                              | COL1A1 COL1A2                             |
| II     | Forma la cartilagine, i dischi intervertebrali ed il corpo vitreo | COL2A1                                    |
| III    | Grande importanza nei vasi sanguigni. È anche il collagene del tessuto di granulazione. Viene prodotto velocemente ed in grandi quantità prima del collagene di tipo I, più resistente, da cui è successivamente sostituito. | COL3A1                                    |
| IV     | Uno dei componenti della membrana basale | COL4A1 COL4A2 COL4A3 COL4A4 COL4A5 COL4A6 |
| V      | Contenuto nel tessuto interstiziale, è associato al collagene di tipo I (associato anche alla placenta) | COL5A1 COL5A2 COL5A3                      |
| VI     | Contenuto nel tessuto interstiziale, è associato al collagene di tipo I | COL6A1 COL6A2 COL6A3 COL6A5               |
| VII    | Forma fibrille di ancoraggio nelle giunzioni dermo-epidermiche; può essere coinvolto nella patologia chiamata epidermolisi bollosa distrofica                                                                                | COL7A1                                    |
| VIII   | Prodotto da alcune cellule endoteliali | COL8A1 COL8A2                             |
| IX     | Contenuto nella cartilagine, è associato a collagene di tipo II e XI | COL9A1 COL9A2 COL9A3                      |
| X      | Contenuto nella cartilagine ipertrofica ed in mineralizzazione | COL10A1                                   |
| XI     | Contenuto nella cartilagine | COL11A1 COL11A2                           |
| XII    | Interagisce con il collagene di tipo I, con la decorina ed i glicosamminoglicani | COL12A1                                   |
| XIII   | È un collagene transmembrana, che interagisce con l'integrina a1b1, con la fibronectina e con i componenti della membrana basale                                                                                             | COL13A1                                   |
| XIV    | - | COL14A1                                   |
| XV     | - | COL15A1                                   |
| XVI    | - | COL16A1                                   |
| XVII   | È un collagene transmembrana, noto anche come BP180, una proteina da 180 kDa coinvolta in patologie come la pemfigoide bullosa ed alcune forme di epidermolisi bullosa giunzionale                                           | COL17A1                                   |
| XVIII  | - | COL18A1                                   |
| XIX    | - | COL19A1                                   |
| XX     | - | COL20A1                                   |
| XXI    | - | COL21A1                                   |
| XXII   | - | COL22A1                                   |
| XXIII  | - | COL23A1                                   |
| XXIV   | - | COL24A1                                   |
| XXV    | - | COL25A1                                   |
| XXVI   | - | EMID2                                     |
| XXVII  | - | COL27A1                                   |
| XXVIII | - | COL28A1                                   |
| XXIX   | - | COL29A1                                   |

### Collagene di tipo I

#### C-Telopeptide
Il C-telopeptide (telopeptide C-terminale del collagene di tipo I, CTx) è il frammento carbossi-terminale della molecola di collagene, proteina della matrice ossea. In quanto marcatore osseo, la sua determinazione, su campione di sangue o urine, serve a monitorare il processo di formazione e riassorbimento dell'osso.

#### N-Telopeptide
L'N-telopeptide (telopeptide N-terminale del collagene di tipo I, NTx) è il frammento ammino-terminale della molecola di collagene, proteina della matrice ossea. In quanto marcatore osseo, la sua determinazione, su campione di sangue o urine, serve a monitorare il processo di formazione e riassorbimento dell'osso. Tuttavia, vista la sensibile fluttuazione dell'NTx, non è considerato molto specifico. Per questo i livelli dell'NTx non sono considerati di evidenza convincente per provare l'effetto del trattamento e gli sono preferiti i più precisi livelli di marcatore osseo CTx.

## Stimolazione della produzione di collagene
Nel mondo della cosmetica, esistono una serie di sostanze già commercializzate e in fase di ricerca continua che stimolano la produzione di collagene nella pelle, ossa, articolazioni, unghie e capelli. l'integrazione di collagene diventa utile nel momento in cui le persone, dopo i 25-30 anni, iniziano a perdere collagene a causa dell'invecchiamento. Infatti, il collagene prodotto è sempre di meno e la qualità è inferiore.
La stimolazione della produzione di collagene e la sua conservazione avviene in tre modi: per via topicale (i.e., applicazioni di prodotti cosmetici e cosmeceutici sulla pelle detersa e asciutta), per via endogastrica e/o sottocutanea (i.e., assunzione di integratori alimentari e cosmeceutici, non assumere troppi grassi insalubri e zuccheri in eccesso, bere brodo di ossa o di zampe di gallina, ingerire la gelatina, uso del dermaroller professionale con aghi profondi, assunzione sostanze che contrastano i due enzimi che degradano collagene e elastina, cioè la collagenasi e l'elastasi) e tramite lo stile di vita (i.e., assunzione di altri comportamenti proni a preservare il collagene come ad esempio evitare lo stress eccessivo, il fumo, l'alcol, la disidratazione, migliorare la qualità del sonno e usare giornalmente creme umettanti e la crema solare ad alto FPS).
Alcune soluzioni sono studiate dalla scienza in vivo su animali da laboratorio (e.g., topi e ratti), mentre altre ancora sono studiate in vivo su soggetti umani o su cellule umane coltivate in vitro. Non tutti i risultati osservati in vivo sugli animali da laboratorio possono essere trasferiti su Homo Sapiens siccome la fisiologia non è identica, mentre le osservazioni su cellule in vitro non hanno in background la complessità dell'intero corpo umano e dunque dell'intero sistema.
Una pelle mantenuta giovane e elastica non è solo un vantaggio estetico, ma permette alla pelle di essere meno esposta ai danni della vecchiaia e dell'ambiente; lo stesso vale per le ossa, articolazioni, unghie e capelli. La stimolazione di produzione di collagene e la sua conservazione è dunque un potenziale punto d'incontro tra la cosmetica e la medicina anti-età.

### Studi sui peptidi di collagene
I peptidi di collagene sono una forma di collagene che è idrolizzata, cioè pre-digerita chimicamente. Il collagene infatti è una proteina complessa che è poco biodisponibile per l'organismo se ingerita direttamente sotto forma di brodo di ossa, di zampe di gallina o gelatina. Pertanto, la sua forma idrolizzata consiste nella sua scomposizione in gruppetti di due/tre amminoacidi detti "peptidi" (dipeptidi, tripeptidi) con un basso peso molecolare. Il collagene in peptidi è più biodisponibile ed è digerito e assorbito in tempi più rapidi rispetto al collagene come proteina intera.
Il collagene può essere di due tipi: animale (bovino, porcino, marino/di pesce, avicolo/di pollo, di membrana d'uovo, di medusa, di stella marina, di cetriolo di mare, di calamaro, di seppia) e vegano (sintetizzato da lieviti geneticamente modificati e batteri). Nel 2021, non erano stati ancora svolti studi sugli effetti del collagene vegano sulle articolazioni e recupero muscolare.
Gli integratori di collagene possono contenere sostanze coadiuvanti che, se prese a sé, sono liberamente dosabili. Le tipiche sostanze coadiuvanti sono l'acido ialuronico, la vitamina C (acido ascorbico), la biotina (vitamina B8), la vitamina E (tocoferolo), il coenzima Q10 (l'ubichione o la sua forma più biodisponibile, l'ubichinolo), il GlyNAC (glicina e N-acetilcisteina in dose 1:1) e il solfato di condroitina.
Una lunga serie di studi ha cercato di confermare o smentire l'effetto dei peptidi di collagene animale sulla pelle, oltre che sulle ossa, articolazioni, unghie, capelli e sistema cardiocircolatorio. In generale, gran parte degli studi ha osservato effetti positivi a seguito di assunzione costante di peptidi di collagene. Per dare una rassegna di una piccola parte degli studi:
- secondo una review di 15 studi, i peptidi di collagene hanno effetti positivi sui soggetti a seguito di danno ad un'articolazione siccome diminuiscono il dolore fisico e aiutano a migliorare la funzionalità dell'articolazione; nel caso in cui i soggetti erano anche sottoposti a esercizi fisici di fisioterapia, il collagene era assunto un'ora prima degli esercizi. Questi effetti positivi derivano dal fatto che il collagene (insieme all'esercizio fisico fisioterapico) stimola la matrice extracellulare. Inoltre, gli uomini affetti da sarcopenia (cioè perdita di muscoli dovuta all'età) che hanno svolto attività fisica di resistenza, l'assunzione in più di collagene ha migliorato la perdita di massa grassa e l'aumento di massa magra rispetto all'attività fisica di resistenza senza assunzione di collagene. La dose assunta in questi studi era pari a 5-60g al giorno; gran parte degli studi hanno fatto uso di 15g. Il tempo di somministrazione è andato da 3 a 6 mesi. Gli effetti positivi dei peptidi di collagene sulle articolazioni deriverebbero dall'aumento della sintesi di collagene di tipo I, II e IV, di elastina e di proteoglicani nella cartilagine. Siccome il collagene contiene un amminoacido particolare, la glicina, potrebbe avere effetti anche antinfiammatori. Contemporaneamente, l'ingestione fa diminuire le metalloproteinasi, cioè un insieme di enzimi che tendono a degradare il collagene. L'aumento di massa magra deriverebbe dall'aumento del tessuto connettivo dovuto al collagene. Dosi molto alte di collagene, anche 60g al giorno, non hanno mostrato effetti avversi.[9] Anche alimenti e sostanze antiossidanti come il tè verde, curcuma, vitamina C e vitamina E diminuiscono in vitro le metalloproteinasi. La glicina nel collagene, insieme al NAC (N-acetilcisteina, precursore della cisteina), infine forma il GlyNAC, un composto che serve a sintetizzare il glutatione intracellulare (GSH), a sua volta un potente antinfiammatorio.
- Secondo la stessa review, gli uomini che fanno attività fisica per ricreazione mostrano un moderato effetto sul recupero fisico e un forte effetto sulla diminuzione del dolore muscolare se dopo l'attività fisica assumono collagene in peptidi (3g per 6 settimane oppure 20g per 7 giorni). L'ingestione di collagene (15g) con vitamina C un'ora prima di una sessione di allenamento ha mostrato un aumento dei marcatori di biosintesi di pro-collagene nelle ossa PINP (N-terminal peptide of procollagen); il pro-collagene è il precursore del collagene. Tuttavia, la sintesi proteica muscolare è maggiore con l'assunzione di proteine di siero rispetto a peptidi di collagene; inoltre, l'aumento del marcatore PINP non è stato osservato in altri due studi, ma questa discrepanza deriverebbe dal tipo di test usato per rintracciare il PINP e dal fatto che hanno usato la gelatina al posto dei peptidi di collagene.[9]
- Una review di studi di Jalili, Moradi et al. (2022) si è focalizzato sugli effetti dei peptidi di collagene sulla salute cardiovascolare: la somministrazione di collagene diminuisce la massa grassa del corpo, abbassa il colesterolo cattivo LDL (cioè una lipoproteina che trasporta il colesterolo dal fegato al resto del corpo) nel siero sanguigno e diminuisce la pressione sistolica; tuttavia, gli indicatori glicemici non hanno subito modifiche. La somministrazione andava da 0,9 grammi a 15 grammi di collagene per 6-12 settimane e i soggetti erano sia sani che affetti da cardiopatie. Ulteriori indagini possono espandere le scoperte nella review.[10]
- Una review di 26 studi ha mostrato come l'ingestione di peptidi di collagene aumenta l'elasticità e idratazione della pelle; gli effetti variano in base al tipo di collagene utilizzato e alla durata dell'assunzione. Il collagene mostra i primi effetti sulla pelle dopo un'ora dall'ingestione: le catene di amminoacidi (peptidi) di alanina-idrossiprolina-glicina e di serina-idrossiprolina-glicina sono già rintracciabili nel sangue e depositate nella pelle. La somministrazione di collagene inoltre ha stimolato la produzione di acido ialuronico per la pelle; l'acido ialuronico è fondamentale per preservare l'idratazione dell'epidermide e diminuisce con l'età. Gli studi avevano un tempo di somministrazione di 5-16 settimane, ma gran parte di essi ha avuto un tempo di somministrazione di 8-12 settimane; gli studi hanno visto la somministrazione di 0,32-10 g di peptidi. Gli effetti più pronunciati sulla pelle sono stati osservati dopo almeno 8 settimane di integrazione. Il collagene più potente sull'idratazione della pelle è quello di pesce, che mostra una composizione amminoacidica diversa da quello mammifero (bovino, porcino, avicolo); il collagene marino ha anche mostrato effetti positivi sull'aumento dell'elasticità della pelle. Inoltre, il collagene marino è quello più biodisponibile, cioè maggiormente assorbito dal corpo; il collagene in peptidi comunque è già in partenza più facile da digerire e assorbire rispetto alla proteina intera di collagene o alla gelatina animale (cioè all'estratto di pelle e ossa tagliate in dischetti e bollite). Gli studi in vivo su soggetti umani e topi hanno mostrato la presenza di peptidi nel sangue dopo l'ingestione di peptidi di collagene. La somministrazione di 1g di collagene avicolo (estratto dalla cartilagine dello sterno dei polli) ha aumentato del 12,5% l'idratazione della pelle dei partecipanti dopo 6-12 settimane. Alcuni studi che si sono concentrati sull'elasticità della pelle su soggetti umani hanno indicato come gli effetti sono diventati visibili dopo 12 settimane, ma i risultati da uno studio all'altro sono difficili da comparare in primis a causa dell'eterogeneità dei tipi di collagene usati. Secondo uno studio citato, la vitamina A, C, E e lo zinco agiscono in sinergia con i peptidi di collagene e portano a una maggiore elasticità della pelle. A margine, alcuni studi della review sono stati anche svolti su topi senza pelo. Degli studi su campioni più vasti di soggetti umani possono confermare ulteriormente gli effetti positivi dei peptidi di collagene sull'elasticità e idratazione della pelle.[11]
- Secondo uno studio citato nella review di Dias Campos, de Almeida Santos Junior et al. (2023), dopo 7 giorni di ingestione di collagene idrolizzato (300 mg/kg), sono individuabili 17 tipi di peptidi nel siero sanguigno dei soggetti umani, in particolare è alto il livello di peptide Gly-Pro-Hyp (glicina, L-prolina e 3-idrossi-L-prolina); uno studio simile ha riportato risultati simili. Questo e un terzo studio hanno aggiunto che la maggiore concentrazione di peptidi nel sangue è osservabile dopo 2 ore dall'ingestione. La concentrazione è dimezzata due ore dopo il picco. Quest'ultimo risultato conferma la resistenza della prolina e idrossiprolina alla proeasi (decomposizione delle proteine e peptidi in amminoacidi liberi) nell'intestino, per cui il peptide resta conservato. Sibilla et al. (2015) sottolinea come i peptidi di collagene idrolizzato abbiano una doppia azione siccome forniscono al corpo gli amminoacidi necessari per produrre collagene e fibre di elastina e, in alternativa, stimolano la produzione di nuovo collagene, elastina e acido ialuronico. Secondo uno studio di Czakja et al. (2018), il collagene marino ha mostrato una riduzione dell'elastasi solare (degradazione dell'elastina dovuta all'azione costante dei raggi UV) e una migliore organizzazione delle fibre di collagene. In generale, tutti gli studi citati nella review si basano su somministrazioni di 1-10 g di collagene per periodi di 8 e 12 settimane; i soggetti erano tutti donne di 30-60 anni circa, per cui gli uomini non sono stati presi in considerazione nonostante nel 2023 era presente un incremento di interesse degli uomini verso l'estetica. In generale, i peptidi di collagene sono un mix di uno scarso numero di amminoacidi essenziali, per cui il valore biologico di questa proteina è basso; tuttavia, il mix di amminoacidi è uguale a quello del tessuto connettivo umano. Secondo l'intera review, il collagene in base agli esperimenti su soggetti umani e animali ha mostrato effetti positivi sulla struttura osteoarticolare (per la precisione, sulla forza delle ossa, sulla densità minerale ossea, sul volume della cartilagine e sul numero di condrociti), per cui ha benefici contro l'osteoporosi. Sempre secondo la review, il collagene aiuta a lenire il dolore alle articolazioni dovuto alla vecchiaia o all'attività fisica; i soggetti negli studi hanno assunto da 0,1 mg a 10 g di collagene per periodi da 1 a 48 settimane (quasi un anno, durante il quale venivano consumati 10 g di collagene al giorno). Un grande limite degli studi citati nella review è l'assenza di un periodo di follow-up per vedere se i risultati durano e quanto durano se si interrompe la somministrazione di collagene. Un altro limite indicato da Rustad et al. (2022) è lo scarso campione di soggetti osservati e la diversità tra studi tra tipo di collagene usato, periodo e dose di somministrazione.[12]
- Una review di 11 studi di Choi et al. (2019) ha indicato come il consumo di collagene idrolizzato aumenta l'elasticità della pelle, l'idratazione e la densità del collagene, ha effetti anti-age e migliora anche la guarigione delle ferite.[12]
- Una review di 10 studi di Barati et al. (2020) indica come il consumo di collagene migliora la salute della pelle attraverso la sintesi della matrice cellulare (un mix di collagene, elastina e proteoglicani) oppure attraverso l'interazione dei linfociti T e dei macrofagi di tipo 2 (dunque due tipi di globuli bianchi), per cui il corpo non ha un'eventuale risposta autoimmunitaria al proprio collagene, per cui la pelle è costantemente infiammata.[12]
- Una review di 19 studi De Miranda, Weimer e Rossi (2021) corrobora i risultati di Barati et al. (2020). Gli studi citati erano caratterizzati da una somministrazione di collagene durata 60-90 giorni che ha portato a un incremento dell'elasticità della pelle e della sua densità e a una riduzione delle rughe facciali. Gli autori però hanno notato una grande eterogeneità tra studi riguardo al tipo di collagene usato, al periodo di somministrazione e alla dose.[12]
- Ruff et al. (2018) ha osservato come il consumo di collagene di membrana d'uovo ha migliorato i biomarcatori di danneggiamento muscolare, infiammazione e apoptosi cellulare nelle donne in menopausa. La dose somministrata era pari a 0,5g di collagene.[12]
- Secondo uno studio, i peptidi di collagene hanno mostrato effetti positivi sulle rughe, desquamazione del viso, elasticità e idratazione dopo essere stati somministrati ogni giorno (1650 mg, cioè 1,65g) per 12 settimane sulle donne di 30-60 anni. La desquamazione del viso e idratazione hanno mostrato i primi risultati dopo 4 settimane, mentre la diminuzione delle rughe e l'aumento di elasticità della pelle è aumentato dopo 12 settimane. In particolare, la desquamazione del viso rispetto al gruppo di controllo è migliorata di 8,74 volte dopo 4 settimane e di 19,82 volte dopo 8 settimane, per poi attestarsi a 5,19 volte dopo 12 settimane. Le rughe intorno agli occhi ("effetto a zampa di gallina") sono migliorate di 4,57 volte dopo 12 settimane. Soltanto la pelle degli avambracci ha mostrato miglioramenti più scarsi. Nessuna delle partecipanti ha mostrato effetti collaterali. Il collagene usato conteneva specificatamente due dipeptidi bioattivi (glicina-prolina e prolina-idrossiprolina) con vitamine e antiossidanti. Secondo lo stesso studio, il collagene ha anche mostrato effetti anti-ipertensivi in base alle osservazioni sui ratti affetti da ipertensione. Il collagene inoltre riduce la cellulite, l'osteoporosi e il dolore alle articolazioni e ha un effetto positivo sui follicoli piliferi. Tuttavia, gli autori indicano come il collagene usato negli studi era arricchito con vitamine e antiossidanti,[13] per cui è necessario osservare e separare gli effetti del collagene puro e del collagene arricchito da coadiuvanti.
- Secondo una review di Li, Fu, Dai et al. (2022), il collagene ha migliorato la ritenzione dell'idratazione cutanea e ha mostrato attività antiossidante e di inibizione della tirosinasi. Tutti e tre questi effetti a loro volta indicano come potenzialmente migliori il fotoinvecchiamento della pelle. I peptidi di collagene che hanno effetti anti-fotoinvecchiamento (anti-photoaging) hanno un peso molecolare (Molecular Weight, MW) di meno di 3kDa (kilodalton), un peso molto basso. In base alle osservazioni sui topi, la gelatina e i peptidi di collagene (dunque gli idrolisati) di pelle di salmone hanno avuto effetti anti-fotoinvecchiamento grazie alla loro capacità antiossidante e immunomodulatoria; in particolare, i peptidi con il minore peso molecolare erano quelli con l'effetto più potente. Il collagene di medusa, anche in forma di idrolisato, ha mostrato risultati simili sempre sui topi: i peptidi più efficaci contro il foto-invecchiamento erano quelli con il peso molecolare più leggero (< 5 kDa) siccome attraversano più facilmente la barriera intestinale e dunque raggiungono più facilmente il plasma sanguigno. L'effetto antiossidante del collagene, che porta al contrasto del foto-invecchiamento perlomeno sugli animali, deriva da una composizione di tipo idrofobica degli amminoacidi nei peptidi. Inoltre, in generale i peptidi che possiedono al loro interno la prolina, istidina, tirosina, triptofano, metionina e cisteina (Pro, His, Tyr, Trp, Met e Cys) sono notoriamente antiossidanti. Inoltre, i peptidi con basso peso molecolare sono più igroscopici, cioè trattengono meglio l'umidità: probabilmente, tali peptidi formano più facilmente legami di idrogeno con le molecole d'acqua. Il collagene di stella marina, di cetriolo di mare e di Nibea japonica (in inglese: giant croaker) hanno mostrato effetti promettenti contro il foto-invecchiamento. La review aggiunge inoltre che il collagene riduce la protezione di melanina; controintuitivamente, questa riduzione ha effetti positivi sulla pelle. Infatti, la melanina è una sostanza prodotta dai melanociti che assorbe i raggi UV e protegge la pelle, tuttavia, la melanina produce specie reattive all'ossigeno (ROS) e dunque ha effetti ossidanti che possono portare a mutazioni nelle cellule. La produzione eccessiva di melanina, inoltre, può portare a macchie e cancro alla pelle. L'inibizione della produzione della melanina avviene grazie al calo di un enzima, la tirosinasi, per cui la tirosina nel collagene non può essere usata per produrre melanina. Il collagene che ha effetti anti-tirosinasi (e dunque anti-melanina) è contenuto nella pelle di merluzzo del Pacifico, meduse, calamaro e pelle di maiale. Lo studio aggiunge poi che, nonostante i peptidi con basso peso molecolare abbiano effetti anti-fotoinvecchiamento e attraversino meglio la barriera intestinale, i peptidi con maggiore effetto antiossidante sono quelli con peso molecolare più alto (1400 Da); di contro, quelli con 900 Da e 200 Da hanno un effetto antiossidante minore. Svariati studi sull'effetto antiossidante del collagene sono stati svolti in vitro. Il collagene di pelle di calamaro di Humboldt (o "jumbo squid"), dell'osso di tonno striato (skipjack tuna), della testa di Thamnaconus degeni (bluefin leatherjacket), della pelle di seppia e del muscolo di Pinctada fucata mostra grandi effetti antiossidanti. I peptidi di collagene resistono ai danni dei radicali liberi e i loro effetti antiossidanti (e dunque di ridurre lo stress ossidativo) derivano dall'inibizione della dismutasi superossida, della catalasi e della perossidasi del glutatione, come osservato da studi in vivo sui topi.[14]
- Secondo una review di 26 studi di Pu, Huang et al. (2023) svolti su soggetti umani e su topi, l'assunzione di peptidi di collagene può migliorare l'idratazione della pelle e l'elasticità. Gli studi erano basati su una somministrazione da 2 a 12 settimane di diversi tipi di collagene, in particolare quello marino, con dosi da 0,3 grammi fino a 12 grammi. In particolare, il peptide prolina-idrossiprolina stimola la produzione di acido ialuronico nei fibroblasti del derma. Gli studiosi però aggiungono che servono ulteriori studi con campioni più vasti per confermare questa scoperta.[15]
- Secondo un articolo di Miyanaga, Uchiyama, Motoyama et al. (2021), la somministrazione di 1-5 grammi di collagene fino a 12 settimane ha diminuito la dispersione di acqua trans-epidermica della pelle, per cui l'idratazione è migliorata; tuttavia, non sono stati registrati miglioramenti dell'elasticità e spessore della pelle.[16]
- Secondo uno studio di Reilly, Kynaston, Naseem et al. (2024), l'uso di collagene marino con vitamina C (75% VNR) ogni giorno o a giorni alterni per 12 settimane, ha aumentato l'idratazione della pelle del 13,8%, aumentato l'elasticità della pelle del 22,7% e aumentato la salute dei capelli del 31,9% rispetto al gruppo di controllo a cui è stato somministrato un placebo. Gli effetti del collagene marino con vitamina C si sono registrati in particolare nella parte superficiale del derma.[17]
- Secondo una meta-analisi del 2024 di 7 studi svolti in Corea, la somministrazione di collagene marino ha leggermente migliorato le rughe e ha migliorato in modo più incisivo l'idratazione e elasticità della pelle. Gli studi hanno previsto una somministrazione da 1 a 3,27 grammi di collagene per un periodo di tempo compreso tra 8 e 12 settimane. Alcuni studi erano svolti in vitro, altri su animali, altri ancora su soggetti umani.[18]
- Secondo uno studio su soggetti asiatici del 2024, la somministrazione di 5 grammi al giorno di peptidi di collagene per 84 giorni (circa 11 settimane) ha mostrato effetti positivi sull'idratazione della pelle, sull'elasticità, sulla visibilità delle rughe e sul colore delle unghie (che può essere un segnale di invecchiamento e/o salute delle unghie).[19]
- Secondo uno studio di Carrillo-Norte et al. (2024), la somministrazione di 2,5 grammi di peptidi collagene bovino a basso peso molecolare (≤1000 Da) per 6 settimane. I partecipanti, rispetto al gruppo di controllo a cui è stato somministrato un placebo, hanno subito una riduzione del volume delle rughe del 46%, dell'area delle rughe del 44%, della profondità delle rughe del 9% e un aumento dell'idratazione della pelle del 34%. L'elasticità della pelle è rimasta quasi inalterata, mentre l'affaticamento della pelle non è migliorato. I soggetti hanno tollerato bene il prodotto. Lo studio tuttavia è stato finanziato dal produttore del collagene usato nello studio e dalla compagnia che deteneva i diritti del brevetto del collagene usato nello studio.[20]
- Secondo un articolo di Proksch et al. (2025), l'ingestione di peptidi di collagene bovino stimola la sintesi della matrice dermica. Il collagene è stato somministrato in una dose di 2,5 grammi al giorno per 8 settimane. In particolare, il collagene bovino ha ridotto il volume delle rughe intorno agli occhi (rughe periorbitali) e ha leggermente migliorato l'elasticità della pelle del 9% già in 4 settimane (1 mese circa); dopo 8 settimane, gli effetti positivi erano più pronunciati (rispettivamente 25% e 9% in totale). Le osservazioni sui fibroblasti hanno confermato un impatto dei peptidi di collagene bovino sul metabolismo dermico. L'articolo contiene anche un test in vitro.[21]
- Secondo uno studio sempre di Proksch et al. del 2013, dunque più pionieristico rispetto agli studi successivi, la somministrazione di 2,5 o 5 grammi di peptidi di collagene per 8 settimane hanno portato a una maggiore elasticità della pelle e un leggero miglioramento dell'idratazione della pelle.[22]
- Secondo una ricerca italiana del 2022, la somministrazione di peptidi di collagene (non è chiara la tipologia) per 56 giorni (quasi 2 mesi, 8 settimane) ha migliorato l'idratazione della pelle, l'elasticità della pelle e la profondità delle rughe. Il prodotto non ha mostrato effetti collaterali. Ulteriori studi di follow-up possono confermare questi risultati.[23]
- Secondo una generica review di articoli del 2021, i peptidi di collagene hanno effetti positivi sulla salute della pelle.[24]
- Secondo un'altra review di studi pubblicati tra il 2010 e il 2020 svolti su soggetti umani, sia l'applicazione di integratori di collagene per via topicale che l'assunzione per via endogastrica mostra un rallentamento dell'invecchiamento cutaneo. Già questa review indicava come l'ingestione di collagene non avesse effetti collaterali e auspicava ulteriori studi con campioni più grandi e l'osservazione del periodo di follow-up per capire meglio gli effetti del collagene.[25]
- Secondo una review di 14 studi di Dewi, Arimuko, Norawati et al. (2023) svolti tra il 2017 e il 2023, l'assunzione di 0,3-10 grammi di collagene per 2-12 settimane ha effetti promettenti sull'idratazione della pelle e elasticità. Tuttavia, i tipi di collagene usati erano eterogenei tra loro, per cui la comparabilità totale degli studi è problematica: ad esempio, alcuni studi usano collagene puro, mentre uno studio usava collagene con l'aggiunta di vari coadiuvanti con azione antiossidante (vitamina C, biotina, vitamina E, zinco e estratti di frutto di acerola) e altri ancora mescolavano il collagene con il GAG (glicosamminoglicano) o l'L-carnitina (un mix di due amminoacidi, la lisina e metionina), gli estratti di maca, il cloridrato di glucosammina (un aminozucchero) e l'ornitina (un amminoacido). Inoltre, secondo gli autori, gli individui che hanno uno stile di vita salutare (e.g., buona idratazione, dieta salubre) potrebbero vedere gli effetti positivi dell'integrazione di collagene prima degli altri.[26]
- Secondo uno studio turco del 2024, l'assunzione di 10 grammi di collagene bovino per 12 settimane 1-2 ore prima di andare a letto ha portato nel 73% dei partecipanti a degli effetti positivi sulla lunghezza media delle rughe già al 42° giorno. Questo miglioramento è continuato fino alla fine dell'esperimento. Inoltre, la ritenzione idrica della pelle (e dunque la sua idratazione) è migliorata rispetto al gruppo di controllo, che ha assunto della maltodestrina come placebo.[27]
- Secondo una review del 2025, il collagene ha anche gli effetti positivi di promuovere la crescita delle cellule cutanee, della matrice extracellulare e dei fibroblasti. Grazie a questo e altri effetti (miglioramento della ritenzione idrica, texture, elasticità, levigatezza e morbidezza della pelle), riesce a rallentare l'invecchiamento cutaneo.[28]
- Secondo uno studio giapponese del 2022, la somministrazione di collagene vegano prodotto dalla fermentazione del fungo Aspergillus sojae per 3 mesi (5 grammi al giorno) ha portato a un alleviamento della pigmentazione della pelle (macchie e macule) e rossore causati dall'età. L'assunzione di collagene vegano non ha portato a effetti avversi.[29]
- Secondo uno studio cinese del 2025 svolto in vitro, il collagene marino ricavato dalla pelle di merluzzo riduce la colite ulcerosa, un tipo di malattia infiammatoria intestinale. Questo effetto positivo deriva dai suoi effetti antiossidanti e prebiotici verso i batteri del microbiota intestinale. La pelle del merluzzo è ricca di sostanze nutritive (proteine, vitamina D, acidi grassi omega-3 e minerali come calcio, ferro, magnesio e zinco), per cui può essere usata per produrre ad esempio il collagene marino invece che essere scartata.[30]
- Secondo uno studio giapponese del 2023, l'assunzione di 5 grammi di collagene marino al giorno per 12 settimane ha dei leggeri effetti positivi sull'insulino-resistenza e dei livelli più bassi di prodotti finali di glicazione avanzata (Advanced Glycation End products, AGE) nella pelle e nelle pareti dei vasi sanguigni rispetto al gruppo di controllo. La glicazione è il legame di molecole di glucosio (tipicamente derivanti da zuccheri in eccesso nella dieta) alle proteine, per cui le proteine vengono denaturate e si mutano in prodotti finali di glicazione avanzata; gli AGE per esempio sono coinvolti nella melanogenesi (la produzione di melanina da parte dei melanociti), per cui la pelle tende a macchiarsi.[31] Lo stesso collagene può andare in glicazione e dunque denaturarsi se la dieta è ricca di zuccheri aggiunti, provenienti ad esempio dal cibo spazzatura. Lo studio è stato finanziato dall'azienda produttrice del collagene utilizzato, ma segue i dettami della Dichiarazione di Helsinki e le Linee guida etiche internazionali per la ricerca epidemiologica (International Ethical Guidelines for Epidemiological Research) del CIOMS (Council for International Organizations of Medical Sciences).[31]
- Secondo una review polacca di 31 studi del 2024, la somministrazione di peptidi di collagene è un'opzione non invasiva per migliorare la salute della pelle. In particolare, stimola la biosintesi del collagene, migliora la funzione della barriera cutanea e promuove l'idratazione della pelle.[32]
- Secondo uno studio di Mei, Liu, Wu et al. (2020), il collagene di pelle di Salmo salar e di Tilapia nilotica accelera la rimarginazione delle ferite siccome controlla la reazione infiammatoria, stimola la produzione di collagene, stimola l'angiogenesi (la nascita di nuovi vasi sanguigni) e altera la colonizzazione del microbioma cutaneo. In generale, la flora batterica che si sviluppa nelle ferite in alcuni casi ha degli effetti positivi sulla rimarginazione della ferita (e.g., presenza di Leuconostoc, Enterococcus e Bacillus) per un effetto antinfiammatorio; altri batteri hanno effetti negativi siccome non solo sono patogeni e aumentano l'infiammazione, ma in più diminuiscono la colonizzazione da parte di batteri benefici. La promozione della flora batterica positiva nelle ferite è causata dall'incremento del fattore di crescita endoteliale vascolare (VEGF).[33]